# Aldri solgt en løgn
Aldri solgt en løgn er det fjerde album fra den norske hiphop-duo Karpe Diem. Det blev udgivet i 2010.

## Sporliste
1. «Aldri solgt en løgn»
2. «Sminke» (med Masta Ace)
3. «Snøhvit»
4. «Blood»
5. «Byduer i dur»
6. «Rimblokk»
7. «Tusen tegninger»
8. «Ruter» (med Andreas Grega)
9. «Halla lille nykommer»
10. «Ett under par» (med Samsaya)
11. «Farlig» (med Tshawe)
12. «Hvit hval»
13. «Tog»